# جبر همولوژی
در ریاضیات و به ویژه در جبر مجرد، جبر همولوژی شاخه‌ای است که به بررسی همولوژی و کوهمولوژی کمپلکس‌های زنجیری می‌پردازد. ریشه‌های جبر همولوژی در شاخه‌هایی همچون توپولوژی جبری، هندسه جبری و توپولوژی ترکیبیاتی از آغاز سده بیستم در آثار ریاضیدانانی همچون پوانکاره و هیلبرت قابل ردیابی هستند. جبر همولوژی امروزه و به ویژه با برآمدن نظریه رده‌ها، به حالتی بسیار کلیتر و مجردتر از کاربردهای آغازین آن در هندسه تعریف و به کار برده می‌شود ولی همچنان این رشته کاربردهای فراوانی در شاخه‌های گفته شده دارد.

## کمپلکسهای زنجیری و همولوژی
فرض کنید {\displaystyle {\mathcal {A}}} یکی از رده‌های گروههای آبلی، مدول‌ها یا فضاهای برداری، {\displaystyle C_{i}}‌ها برای هر {\displaystyle i\in \mathbb {Z} } اشیایی در {\displaystyle {\mathcal {A}}} و ریختارهای {\displaystyle d_{i}} در این رده به گونه زنجیر زیر داده شده باشند:
{\displaystyle C:=\ldots {\xrightarrow {d_{n+2}}}C_{n+1}{\xrightarrow {d_{n+1}}}C_{n}{\xrightarrow {d_{n}}}C_{n-1}{\xrightarrow {d_{n-1}}}\ldots }
اگر {\displaystyle {\mathcal {A}}} رده گروههای آبلی، مدول‌ها یا فضاهای برداری باشد {\displaystyle d_{i}}ها به ترتیب همریختی گروهی، همریختی مدولی یا نگاشتهای خطی فضاهای برداری هستند.
چنین زنجیری از اشیا و ریختارها در رده {\displaystyle {\mathcal {A}}} یک کمپلکس زنجیری خوانده می‌شود اگر داشته باشیم: {\displaystyle d_{n}\circ d_{n+1}=0}.
این شرط معادل این شرط است که: {\displaystyle Imd_{n+1}\subset Kerd_{n}} و چون در رده
{\displaystyle {\mathcal {A}}} خارج قسمت‌ها قابل تعریف اند (در رده‌های گروههای آبلی، مدولها و فضاهای برداری خارج قسمت‌ها قابل تعریف می‌شوند) n اُمین همولوژی این کمپلکس را به صورت خارج قسمت زیر تعریف می‌کنیم: {\displaystyle H_{n}(C)={\frac {Kerd_{n}}{Imd_{n+1}}}} .
در اینجا {\displaystyle H_{n}(C)} به عنوان یکی گروه آبلی در نظر گرفته می‌شود ولی بسته به رده
{\displaystyle {\mathcal {A}}}، مدول یا فضای برداری نیز هست (اگر رده {\displaystyle {\mathcal {A}}} رده مدولها یا فضاهای برداری باشد).

## مفهوم‌های مهم

### دنباله دقیق
یک زنجیر {\displaystyle C:=\ldots {\xrightarrow {d_{n+2}}}C_{n+1}{\xrightarrow {d_{n+1}}}C_{n}{\xrightarrow {d_{n}}}C_{n-1}{\xrightarrow {d_{n-1}}}\ldots }
را دنباله دقیق می نامیم اگر {\displaystyle Imd_{n+1}=Kerd_{n}} برای هر {\displaystyle n}.
بنابراین دنباله‌های دقیق، کمپلکسهای زنجیری هستند ولی عکس این مطلب درست نیست.

### دنباله دقیق کوتاه
اگر زنجیر ما به صورت {\displaystyle C:=0\to C_{3}{\xrightarrow {d_{3}}}C_{2}{\xrightarrow {d_{2}}}C_{1}\to 0} و یک دنباله دقیق باشد، آن را دنباله دقیق کوتاه می نامیم. توجه کنید که تعریف دنباله دقیق در بالا برای این حالت ایجاب می‌کند که زنجیر بالا یک دنباله دقیق کوتاه است اگر و تنها اگر: {\displaystyle d_{3}} یک به یک، {\displaystyle d_{2}} پوشا و {\displaystyle Imd_{3}=Kerd_{2}}. بنابراین، یک دنباله دقیق کوتاه، در حالت کلی به صورت زیر است:
{\displaystyle C:=C_{3}\hookrightarrow C_{2}\twoheadrightarrow C_{1}}
یعنی داریم: {\displaystyle C_{1}={\frac {C_{2}}{Kerd_{2}}}={\frac {C_{2}}{d_{3}(C_{3})}}}

## ریختارهای کمپلکسها و همولوژی
فرض کنید دو کمپلکس زنجیری {\displaystyle C=(C_{n},d_{n})} و {\displaystyle C'=(C'_{n},d'_{n})} داده شده باشند. یک ریختار {\displaystyle \varphi } میان این دو کمپلکس عبارت است از یک دنباله {\displaystyle \varphi _{n}} از همریختی‌ها {\displaystyle \varphi _{n}:C_{n}\to C'_{n}} برای هر 
{\displaystyle n} و
یک نمودار جابجایی باشد. جابجایی بودن نمودار بدین معنی است که: 
{\displaystyle \varphi _{n}\circ d_{n+1}=d'_{n+1}\circ \varphi _{n+1}} برای هر {\displaystyle n}.
در این صورت {\displaystyle \varphi _{n}(Kerd_{n})\subseteq Kerd'_{n})} و
{\displaystyle \varphi _{n}(Imd_{n+1})\subseteq Imd'_{n+1})} و این ریختار یک همریختی میان گروههای همولوژی {\displaystyle H_{n}(\varphi ):H_{n}(C)\to H_{n}(C')} به گونه روبرو تعریف می‌کند:
{\displaystyle H_{n}(\varphi )(x+\mathrm {im} (d_{n+1})):=\varphi _{n}(x)+\mathrm {im} (d_{n+1}^{'})} برای {\displaystyle x\in \mathrm {ker} d_{n}}